# Arecibo-Botschaft

Die Arecibo-Botschaft (mit farbigen Hervorhebungen)

Die Arecibo-Botschaft ist eine Botschaft von der Erde an mögliche Außerirdische in Form eines Radiowellen-Signals. Sie wurde einmalig am 16. November 1974 während einer offiziellen Feier zur Einweihung einer größeren Aufrüstung des Radioteleskops um 13 Uhr AST (Atlantic Standard Time) vom Arecibo-Observatorium gesendet – mit dem damals weltweit größten Radioteleskop. Als Hauptautor der Botschaft gilt der Astronom und Astrophysiker Frank Drake.

## Zielpunkt des Signals
Die möglichen Ziele des Signals waren durch das verwendete Radioteleskop beschränkt. Dessen Ausrichtung konnte nur in einem begrenzten Bereich um den Zenit herum verändert werden.
Ziel des Signals war der Kugelsternhaufen M13 im Sternbild Herkules, etwa 25.000 Lichtjahre von der Erde entfernt. Bei über 500.000 Einzelsternen auf relativ engem Raum wurde eine höhere Chance gesehen, auf eine bewohnte Welt zu treffen.

## Das Signal

### Inhalt
Die Botschaft enthält binär codierte Informationen über die Biologie des Menschen sowie über die menschliche Population und die Herkunft des Signals. In den nebenstehenden Grafiken sind die mit dem Signal übertragenen Nullen und Einsen farbig gruppiert dargestellt, um die zusammenhängenden Objekte zu zeigen. Diese Farbinformation steht einem möglichen Empfänger nicht zur Verfügung.

### Codierung
Die Nachricht besteht aus insgesamt 1679 Bit. Ein Empfänger müsste diese Zahl in ihre Primfaktoren 23 und 73 zerlegen und die Folge von Bits anschließend in einer (Breite × Höhe) 23×73-Matrix als Pixel eines Schwarzweißbilds anordnen. Um die enthaltenen Objekte der Nachricht zu erkennen, müsste ein Empfänger anschließend Leerzeilen als Absätze und leere Spalten als seitliche Abtrennungen benachbarter Objekte identifizieren.
Die Anordnung erfolgt in Schreib-Leserichtung von links nach rechts und zeilenweise nach unten. Die Schreibrichtung nach links ist gleichwertig, während eine Zeilenabfolge nach oben die Figur des Menschen – am vertikal aufgerichteten Bild – gestürzt, auf dem Kopf stehend darstellen würde.
Die ebenfalls mögliche Anordnung in einer 73×23-Matrix ergibt keine sinnvolle Darstellung.

#### Der erste Absatz – Zahlen

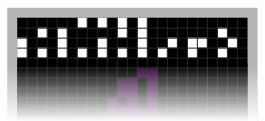
Binäre Codierung der Zahlen 1 bis 10

Der erste, in der Grafik weiß dargestellte Teil der Botschaft zeigt zehn Objekte, die die Zahlen 1 bis 10 in binärer Codierung darstellen. Dabei stellt ein farbiges Quadrat eine Eins dar, ein schwarzes Quadrat eine Null. Die unterste Zeile zählt nicht zur binären Codierung, sondern gibt die Position des kleinstwertigen Bits an. Die zehn Objekte sind durch Leerspalten seitlich getrennt. Damit ist der erste Teil wie folgt zu interpretieren:
```
0
 0 0 1 1 1 1 00 00 00

0
 1 1 0 0 1 1 00 00 10

1
 0 1 0 1 0 1 01 11 01
X X X X X X X X  X  X  ← markiert die Informationseinheit mit der kleinsten 
Wertigkeit
```

Zu lesen sind – von links nach rechts – die Binärcodes (Dezimalcodes in Klammern) 001 (1), 010 (2), 011 (3), 100 (4), 101 (5), 110 (6), 111 (7), 001000 (8), 001001 (9), 001010 (10).
Um die Bedeutung dieses Absatzes zu verstehen, müsste ein Empfänger ihn also als Binärcode decodieren und hätte in Folge die Leseanleitung, Binärzahlen von einem Basispunkt aus zu lesen.

#### Der zweite Absatz – chemische Elemente

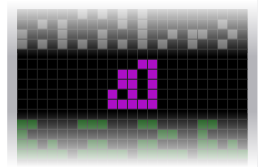
Wichtige chemische Elemente

Der zweite, in der nebenstehenden Grafik violett eingefärbte Teil der Botschaft stellt eine Leseanleitung für den auf ihn folgenden dritten Teil der Botschaft dar.
Er besteht aus einem Objekt, das 5 × 5 Felder misst. Die fünf Spalten ergeben gemäß der Leseanleitung des ersten Abschnitts von links nach rechts die Zahlenfolge „1 6 7 8 15“. Diese sind als die Ordnungszahlen bzw. Protonenanzahlen der chemischen Elemente Wasserstoff, Kohlenstoff, Stickstoff, Sauerstoff und Phosphor zu decodieren. Alle fünf Stoffe stellen wichtige Elemente der Biochemie dar und sind die Elemente, aus denen die DNS aufgebaut ist.

#### Der dritte Absatz – Nukleotide

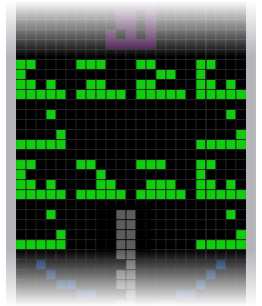
Abbildung der Nukleotide

Gemäß vorhergehender Leseanleitung ergibt der dritte – in der nebenstehenden Grafik grün eingefärbte – Teil vier Nukleotide, die Bausteine der menschlichen DNS. Dabei gibt jedes der zwölf Objekte jeweils von links nach rechts die Anzahl der enthaltenen Elemente an. Die erste Spalte zeigt die Anzahl der enthaltenen Wasserstoffatome (Ordnungszahl 1), die zweite die Anzahl der Kohlenstoffatome (Ordnungszahl 6) usw.
Damit stellen die zwölf Objekte folgende Stoffe dar:
| Desoxyribose (C5OH7) | Adenin (C5H4N5) 1  | Thymin (C5H5N2O2)1 | Desoxyribose (C5OH7) |
| Phosphat (PO4)       |                    |                    | Phosphat (PO4)       |
| Desoxyribose (C5OH7) | Cytosin (C4H4N3O)1 | Guanin (C5H4N5O)1  | Desoxyribose (C5OH7) |
| Phosphat (PO4)       |                    |                    | Phosphat (PO4)       |

Die zwölf Objekte bauen in der dargestellten Form zwei Sprossen der DNS auf. Die vier heterozyklischen Nukleobasen Adenin, Thymin, Guanin und Cytosin in der Mitte bilden die Querstangen der Leiter und die Objekte an den Seiten das DN-Rückgrat. Mit diesem Teil der Nachricht wird einem Empfänger der Aufbau der DNS mitgeteilt.

#### Der vierte Absatz – Struktur der DNS

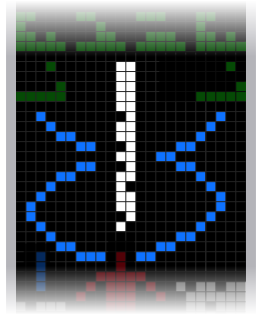
DNS

Der zweispaltige, in der nebenstehenden Grafik weiß eingefärbte Streifen in der Mitte des vierten Teils der Botschaft repräsentiert die Zahl 4.294.441.822. Dies soll die ungefähre Anzahl der Nukleotide des menschlichen Genoms darstellen, welche allerdings nur ca. 3.000.000.000 beträgt.
Die den Streifen umgebende, in der Abbildung blau eingefärbte Doppelhelix zeigt die räumliche Struktur der DNS, die Doppelhelix in Seitenansicht.

#### Der fünfte Absatz – Menschheit

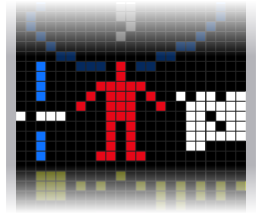
Informationen über Mensch und Menschheit

Nachdem in den ersten vier Teilen der Nachricht Informationen über die Biochemie einschließlich der des Menschen codiert wurde, geht der fünfte Teil mit insgesamt drei Objekten auf die menschliche Anatomie und die Menschheit ein.
Das erste, in der Grafik blau-weiß eingefärbte Objekt zeigt die Größe des Menschen. Der weiß eingefärbte Teil zeigt die Zahl 14 (binär 1110, in der Grafik von rechts nach links gelesen) in der Mitte eines senkrechten Balkens als Maßlinie. Der senkrechte, in der Grafik blau eingefärbte Balken deutet an, dass es sich um eine Bemaßung für die Größe der Menschenfigur daneben handelt. Die Höhe errechnet sich aus der dargestellten Zahl 14 multipliziert mit der Wellenlänge der Nachricht, 12,6 cm. Das Ergebnis lautet 176,4 cm, die ungefähre Größe eines Menschen.
Das mittlere, rot eingefärbte Objekt zeigt die grobe Skizze der menschlichen Gestalt. Somit ist mit den beiden ersten Objekten codiert, dass es sich bei dem Menschen um einen rund 1,76 Meter hohen Zweifüßer handelt. Der Kopf des Strichmännchens ist umgeben von der Doppelhelix des vierten Absatzes, um einen Bezug dazu herzustellen.
Das rechte Objekt zeigt die Zahl 4.292.853.750 (binär 11111111110111111011111111110110, in der Grafik von rechts nach links und von unten nach oben gelesen), die ungefähre Anzahl der Erdbevölkerung zur Zeit der Absendung der Botschaft (1974).

#### Der sechste Absatz – Planet Erde

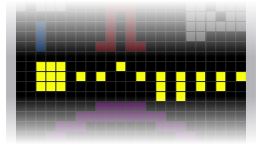
Unser Sonnensystem

Der sechste, in der nebenstehenden Grafik gelb eingefärbte, Teil der Nachricht stellt unser Sonnensystem und die Position des Planeten Erde darin dar.
Die Größe der Objekte repräsentiert dabei die ungefähren Größenverhältnisse der Himmelskörper. Die Sonne ist insgesamt 3×3, also neun Felder groß, der fünfte und sechste Planet, die Gasriesen Jupiter und Saturn, sind jeweils drei Felder, Uranus und Neptun zwei Felder und alle anderen Planeten (Merkur, Venus, Erde, Mars und Pluto, der zum Zeitpunkt der Arecibo-Botschaft noch offiziell ein Planet war) jeweils ein Feld groß.
Um den Heimatplaneten der Menschheit zu kennzeichnen, befindet sich das Objekt, das die Erde repräsentiert, direkt unter dem Strichmännchen des fünften Absatzes und ist um ein Feld nach oben verschoben.

#### Der siebte Absatz – Teleskop bzw. Sender

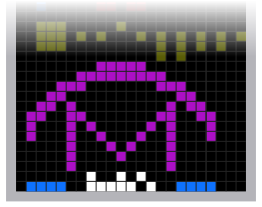
Der Sender

Der siebte und letzte Teil stellt Informationen über das sendende Observatorium, das Arecibo-Observatorium, dar. Genau unter der Erde des sechsten Teils der Nachricht befindet sich, in der Grafik violett gefärbt, eine Skizze des Observatoriums. Zu sehen ist – zentriert mit der Erde und abgewandt von dieser – der sphärische Spiegel und der Strahlengang der vom Brennpunkt ausgesendeten elektromagnetischen Wellen.
Der weiß eingefärbte Teil zeigt die binär codierte Zahl 2430 (binär 100101111110, in der Grafik von links nach rechts und von oben nach unten gelesen) in der Mitte eines waagerechten Balkens. Dieser – in der Grafik blau eingefärbte – Balken deutet an, dass es sich um eine Breitenangabe handelt. Die Breite errechnet sich aus der dargestellten Zahl 2430 multipliziert mit der Wellenlänge der Nachricht, 12,6 cm. Das Ergebnis lautet ca. 306 m, der ungefähre Durchmesser der Antenne (eigentlich 304,8 m). Die hier liegende Maßlinie hat dasselbe Prinzip wie die, die beim Menschen steht: Mit je einem Pixel Abstand von der Maßzahl besteht sie aus zwei endständigen Teilen mit je 4 Pixeln Länge. 

### Technik

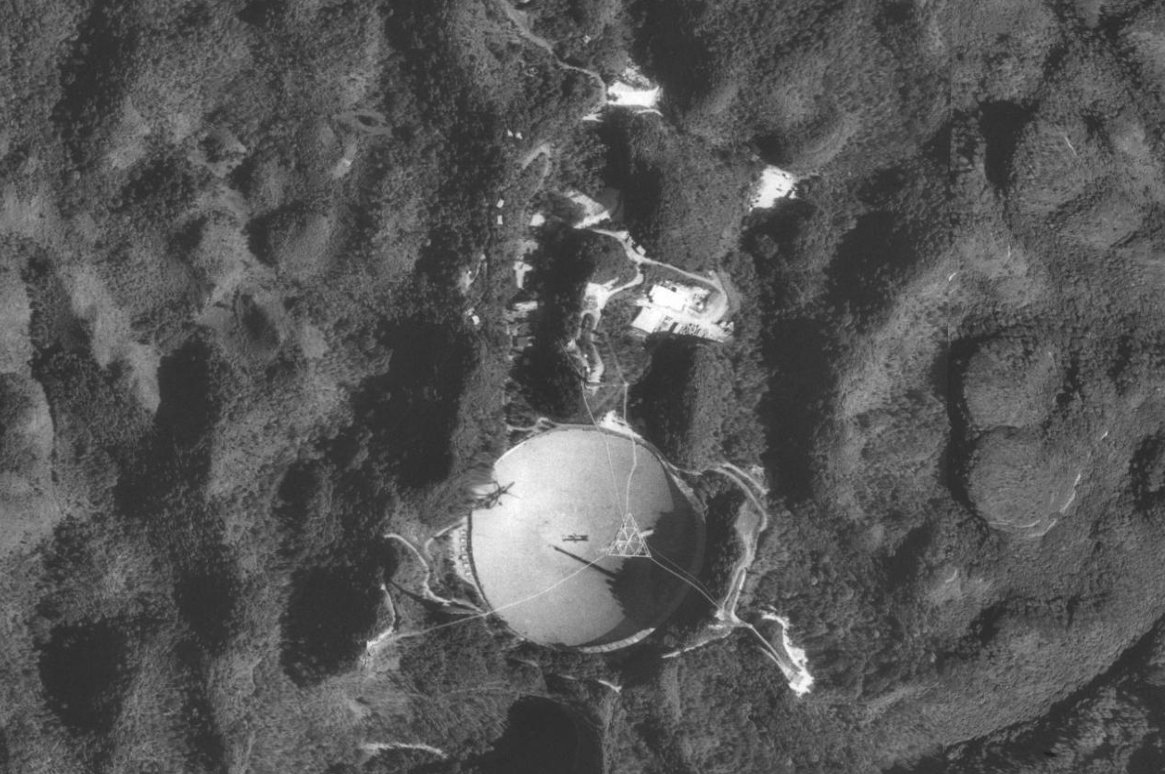
Arecibo-Observatorium

Das Signal wurde mit einer Sendeleistung von 450 kW auf einer Trägerfrequenz von 2,388 GHz (Gigahertz), entsprechend einer Wellenlänge von 12,6 cm, übertragen. Auf der Trägerfrequenz werden mittels binärer Frequenzumtastung (FSK) und einem Frequenzhub von 75 Hz die Datenbits der Botschaft nacheinander übertragen. Die Datenübertragung mittels binärer Frequenzumtastung entspricht dem Verfahren, wie sie auch in den 1970er und frühen 1980er Jahren mit Akustikkopplern über Telefonleitungen, mit auf das Telefonsystem angepassten Frequenzen, üblich waren.
Die Grundfrequenz von genau 2,388 GHz wurde gewählt, um gute Übertragungsbedingungen zu gewährleisten. Der ideale Frequenzbereich für eine interstellare Funkübermittlung liegt zwischen 1 GHz und 10 GHz. Höhere Frequenzen werden vom Wasserdampf in der Atmosphäre eines Planeten absorbiert, niedrigere Frequenzen würden im lärmenden Hintergrund der Radioemissionen unserer Galaxie untergehen.
Als Datenübertragungsrate wurden 10 bit/s gewählt. Diese Übertragungsrate wurde niedrig gewählt, um Übertragungsfehler gering zu halten, andererseits nicht zu niedrig, um die gesamte Übertragung der Nachricht bei der feierlichen Eröffnung des Observatoriums für die Gäste nicht zu langatmig werden zu lassen. Da die gesamte Botschaft eine Länge von 1679 Bits hat, dauerte die einmalige Übertragung genau 167,9 Sekunden, also etwa 2 Minuten und 48 Sekunden.
Messier 13 war ausgewählt worden, weil dort sehr viele Sterne auf sehr dichtem Raum konzentriert sind. Allerdings muss angenommen werden, dass Kugelsternhaufen unwahrscheinliche Kandidaten für die Entwicklung von Leben sind, weil ihnen großteils die schweren Elemente fehlen, die es nur in Population-I-Sternen gibt. Aufgrund der großen Entfernung zu Messier 13 sind sehr große Empfangsantennen mit effektiven Flächen von mindestens einigen 10 km² erforderlich.
Das Radioteleskop wurde im November 2020 wegen Mängeln in der Bausubstanz abgeschaltet und am 1. Dezember 2020 durch den Absturz der Instrumentenplattform zerstört.

## Anforderungen an die Zielgenauigkeit
Ein weit verbreiteter Irrtum ist, dass sich nach 25.000 Jahren M13 durch seine Eigenbewegung auf seiner Bahn um das Milchstraßen-Zentrum bereits um eine so große Strecke weiterbewegt hat, dass das Signal dann M13 nicht mehr trifft.
Die Eigenbewegung von M13 beträgt ca. 4 Millibogensekunden pro Jahr, was in 25.000 Jahren gerade einmal 100 Bogensekunden oder 1,7 Bogenminuten ergibt. Der Kernbereich vom M13 hat aber bereits einen Durchmesser von ca. 10 Bogenminuten. Damit wird das Signal auf jeden Fall den Kernbereich von M13 erreichen, unabhängig davon, ob die Astronomen damals die Eigenbewegung gar nicht oder mit einem ungenauen Wert berücksichtigt haben.

## Anforderungen an die Interpretierbarkeit
Kritiker halten die Botschaft für zu schwer verständlich, da viele mathematische Tricks notwendig seien, um die Nachricht zu decodieren. Man stelle sich vor, eine vergleichbare Nachricht wäre vor 150 Jahren zur Erde gekommen – sie wäre weder empfangbar noch begreifbar gewesen.

### Voraussetzungen
Eine Entschlüsselung der Nachricht erfordere unter anderem folgende Voraussetzungen:

#### Vollständiger Empfang
Um den Inhalt zu entziffern, muss der Empfänger unbedingt die Sendung komplett empfangen, also vom ersten Bit an. Fehlen am Anfang der empfangenen Sendung nur einige Bits, ist das Ganze nicht entzifferbar. Es ist aber extrem unwahrscheinlich, dass ein Empfänger aus reinem Zufall auf dieser Frequenz eingestellt ist.
Damit seine Chancen erhöht werden, hätte man die Sendung oft wiederholen müssen, am besten mehrere Tage lang.

#### Rechteckform
Der Empfänger müsse die enthaltenen Primzahlen als Längen- und Breitenangaben eines Rechtecks deuten. Sollte er keine Rechtecke kennen, sondern z. B. von der im Insektenreich verbreiteten Wabenform nicht abweichen, sind keine Informationen zu decodieren. Eine Voraussetzung für die Entschlüsselung ist also, dass der Empfänger unseren Wissensstand in Algebra und Geometrie besitzt.
Die Zahl 1679 lässt sich nur in die Primfaktoren 23 und 73 zerlegen – in jedem Zahlensystem. Das Rechteck als Grundform in zwei Dimensionen und der rechte Winkel durch die Eigenschaft der Orthogonalität sind bei grundlegendem Verständnis der Geometrie offensichtlich. Allein die Orientierung des Rechteckes ist nicht selbstverständlich. Aus den möglichen Anordnungen, waagerechtes oder senkrechtes Rechteck, müsste die richtige erschlossen werden.

#### Darstellung als Bild
Ist das Rechteck erkannt, muss das 2-basierte Zahlensystem benutzt werden, um die kodierten Informationen zu lesen. Nun muss der Empfänger das Rechteck im Signal optisch darstellen und die enthaltenen Objekte erkennen.

### Test der Interpretierbarkeit
Nach dem Entwurf der Nachricht legte sie Frank Drake seinem Kollegen Carl Sagan vor, der die Nachricht nahezu komplett entschlüsselte. Angeblich wurde die Botschaft weiteren Personen vorgelegt, von denen jene Wissenschaftler, die auf diesem Gebiet aktiv sind, die Nachricht in vielen Teilen hätten korrekt interpretieren können. Verlässliche Quellen für diese Tests gibt es nicht.

## Grundsätzliche Kritik an Botschaften dieser Art
Mehrere Wissenschaftler kritisierten die Botschaft ob der Möglichkeit, feindlich gesinnte Außerirdische auf die Menschheit aufmerksam zu machen, die eine Invasion der Erde zur Ausplünderung ihrer Ressourcen und Unterwerfung oder Vernichtung der Menschheit vornehmen könnten. Der Astronom Martin Ryle brachte bei der IAU deshalb eine Beschwerde ein und forderte, alle weiteren Botschaften zu unterlassen. Der Evolutionsbiologe Jared Diamond verglich in seinem Buch Der dritte Schimpanse die Botschaft mit der „selbstmörderischen Torheit des letzten Inkaherrschers Atahualpa, der den goldgierigen Spaniern, die ihn gefangennahmen, den Reichtum seiner Hauptstadt schilderte und ihnen Führer für die Reise dorthin überließ.“ Auch der Astrophysiker Stephen Hawking äußerte diese Ansicht und verwies auf die Entdeckung Amerikas durch Christoph Kolumbus, die für die Ureinwohner Amerikas nicht positiv ausgegangen sei.

## Weitere extraterrestrische Kommunikation
1. Auf den Raumsonden Pioneer 10 und Pioneer 11 (gestartet am 3. März 1972 bzw. 6. April 1973) wurde die Pioneer-Plakette installiert. Sie enthält grafisch dargestellt grundlegende Informationen über unser Sonnensystem.
2. Die Raumsonden Voyager 1 und Voyager 2 (gestartet am 5. September bzw. 20. August 1977) transportieren die Schallplatte Voyager Golden Record. Auch sie enthält eingravierte Grafiken, außerdem beinhaltet sie analog codierte Audio- und Videoaufnahmen.

Weitere Projekte für interstellare Nachrichten waren: Cosmic Call 1999 & 2003, Teen Age Message 2001, A Message From Earth 2008 und andere.